# Horka II
Horka II, auch Horka nad Sázavou, ist eine Gemeinde mit 395 Einwohnern in Tschechien. Sie liegt drei Kilometer südöstlich der Stadt Zruč nad Sázavou im Tal der Sázava und gehört dem Okres Kutná Hora an. Die Katasterfläche beträgt 1022 ha.

## Geographie
Das Dorf befindet sich am linken Talhang der Sázava in 348 m ü. M. Nachbarorte sind Dolní Pohleď im Norden und Březina nad Sázavou im Osten jeweils jenseits des Flusses, Milošovice und Čejtice im Südosten, Onšovec im Süden sowie Domahoř im Westen.
Südwestlich verläuft das Tal der Želivka, die dort in der Trinkwassertalsperre Švihov gestaut wird.

## Geschichte
In der ersten Hälfte des 14. Jahrhunderts befand sich hier das Dorf Sloupná sowie ein Hof Horka. Zu dieser Zeit erfolgte der Ausbau des Hofes zu einer Festung, die zuerst hölzern war und im Zu Beginn des 15. Jahrhunderts durch Liderius Horek zu einem steinernen Bauwerk verändert wurde. Der Name der Festung wurde auf das Dorf übertragen und dessen ursprünglicher Name geriet in Vergessenheit. Horek war 1415 auch einer Unterzeichner der Protestliste gegen die Verbrennung Jan Hus’ auf dem Konstanzer Konzil und 1417 unter Heinrich von Plauen Burgvogt auf Hassenstein gewesen. Nach der Erstürmung der Burg konfiszierte Wenzel IV. am 14. Mai 1418 allen Besitz Horeks und übergab ihn an Nikolaus von Lobkowitz.
Der Zeitpunkt und die Umstände, unter denen Horka von den Lobkowitzer an andere Besitzer gelangte, ist unbekannt. Die Herrschaft hatte in der Folgezeit zahlreiche Besitzer, zu denen Wenzel Graf Sporck gehörte, der sie 1807 kaufte. 1845 erwarb Joseph Stangler Horka und bis zu ihrer Enteignung im Jahre 1945 besaßen die Ritter Stangler Horka. In das Schloss zog die Gemeindeverwaltung, und die Gutshöfe Horka und Onšovec wurden an Bauern aufgeteilt. Der frühere Ortsteil Milošovice wurde nach Vlastějovice umgemeindet.
Seit dem Bau der Talsperre sind vom Ortsteil Hrádek nur noch einzelne Häuser übriggeblieben. Der Ort und die Burgruine Odranec wurden überflutet. In Horka befindet sich seit 1985 ein Saison-Autocampingplatz, jedoch nicht an der Talsperre, die ausschließlich der Trinkwasserversorgung dient.

## Sehenswürdigkeiten

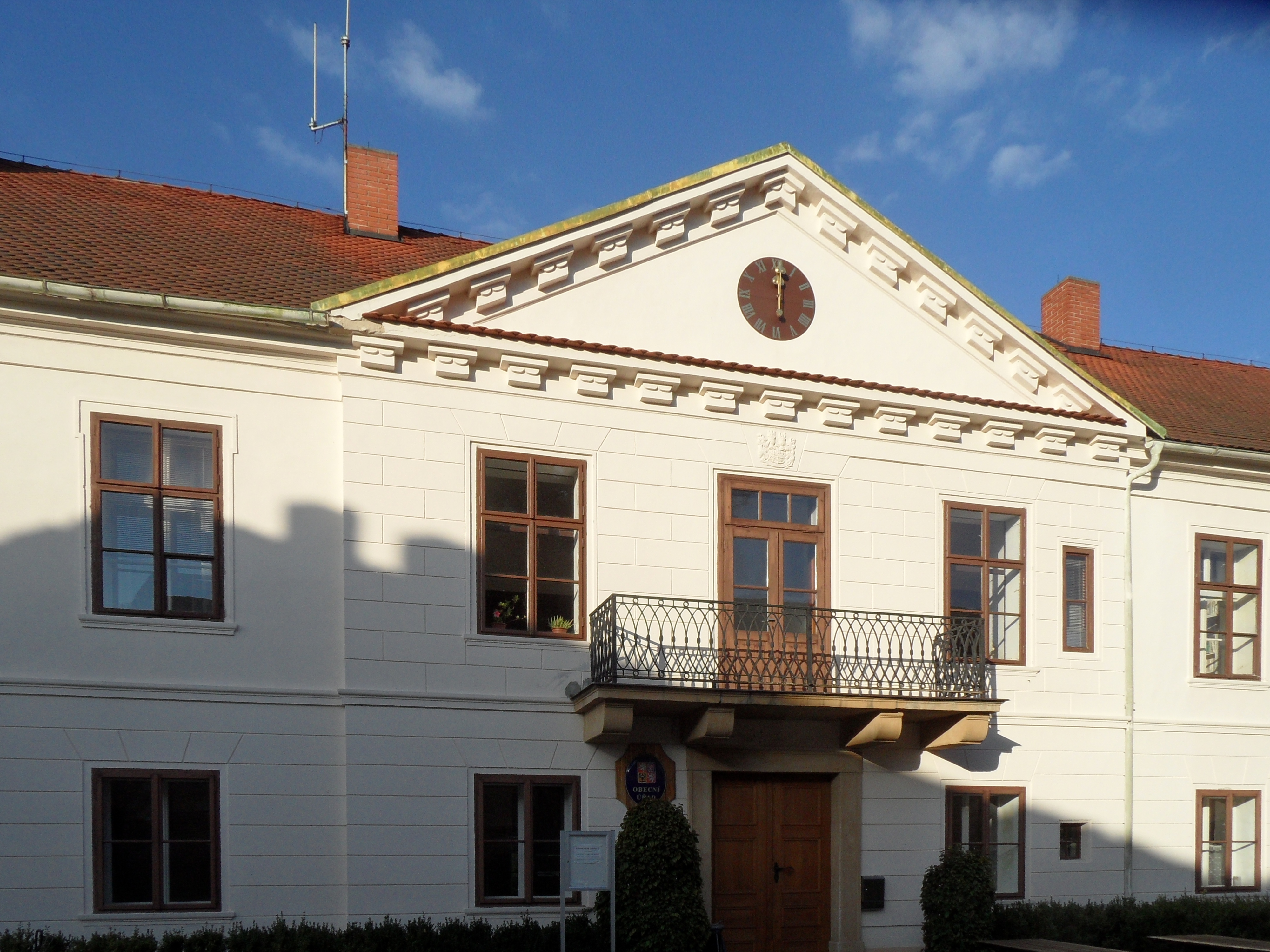
Schloss

- barockes Schloss mit Kapelle des Hl. Josef, 1768 erbaut
- Mariensäule, 1828

## Gemeindegliederung
Zur Gemeinde Horka II gehören die Ortsteile Buda, Čejtice (Tschejtitz), Hrádek (Hradek) und Onšovec (Wonschowetz).